# Utklippan

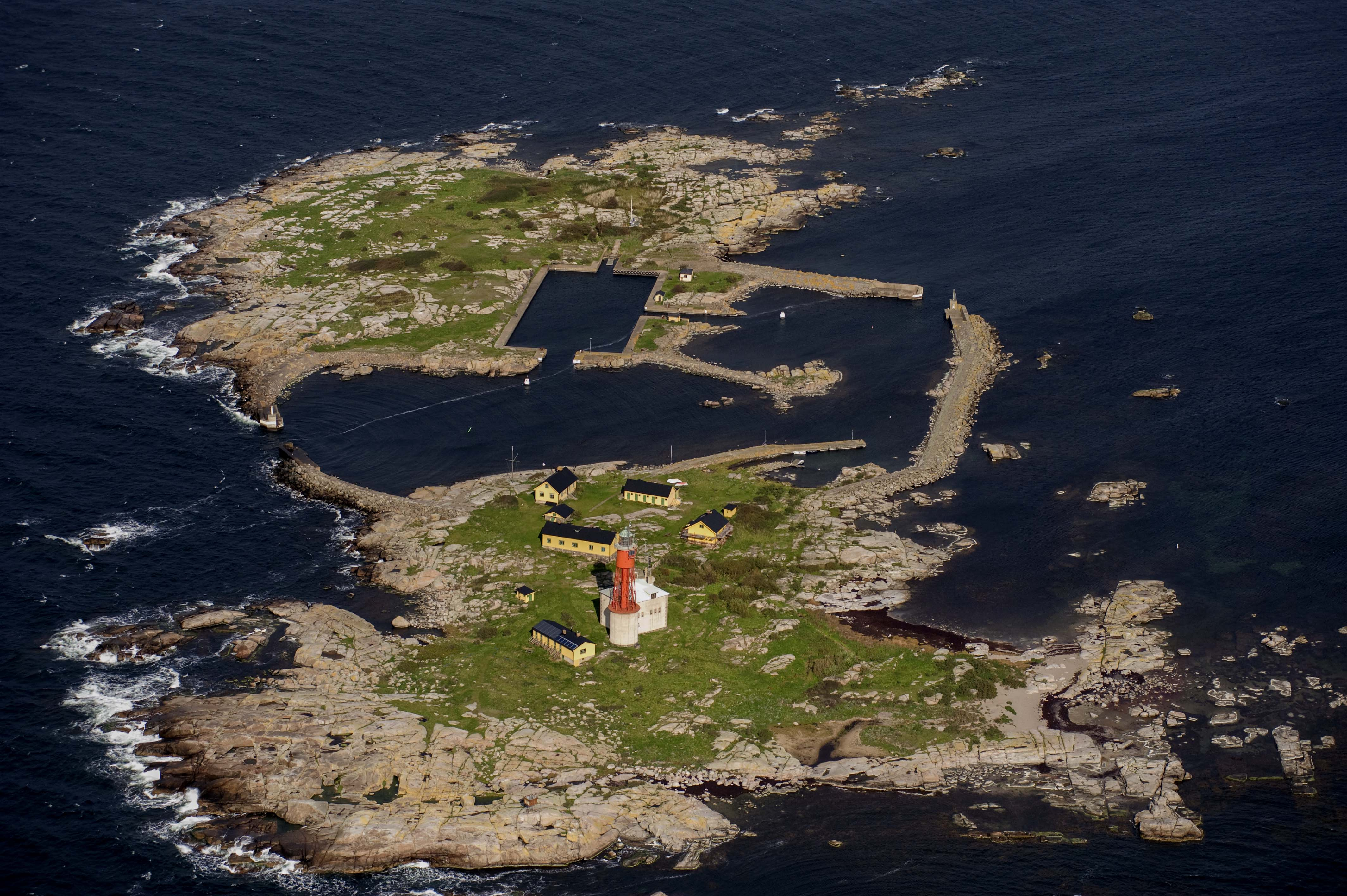
Luftbild von Utklippan

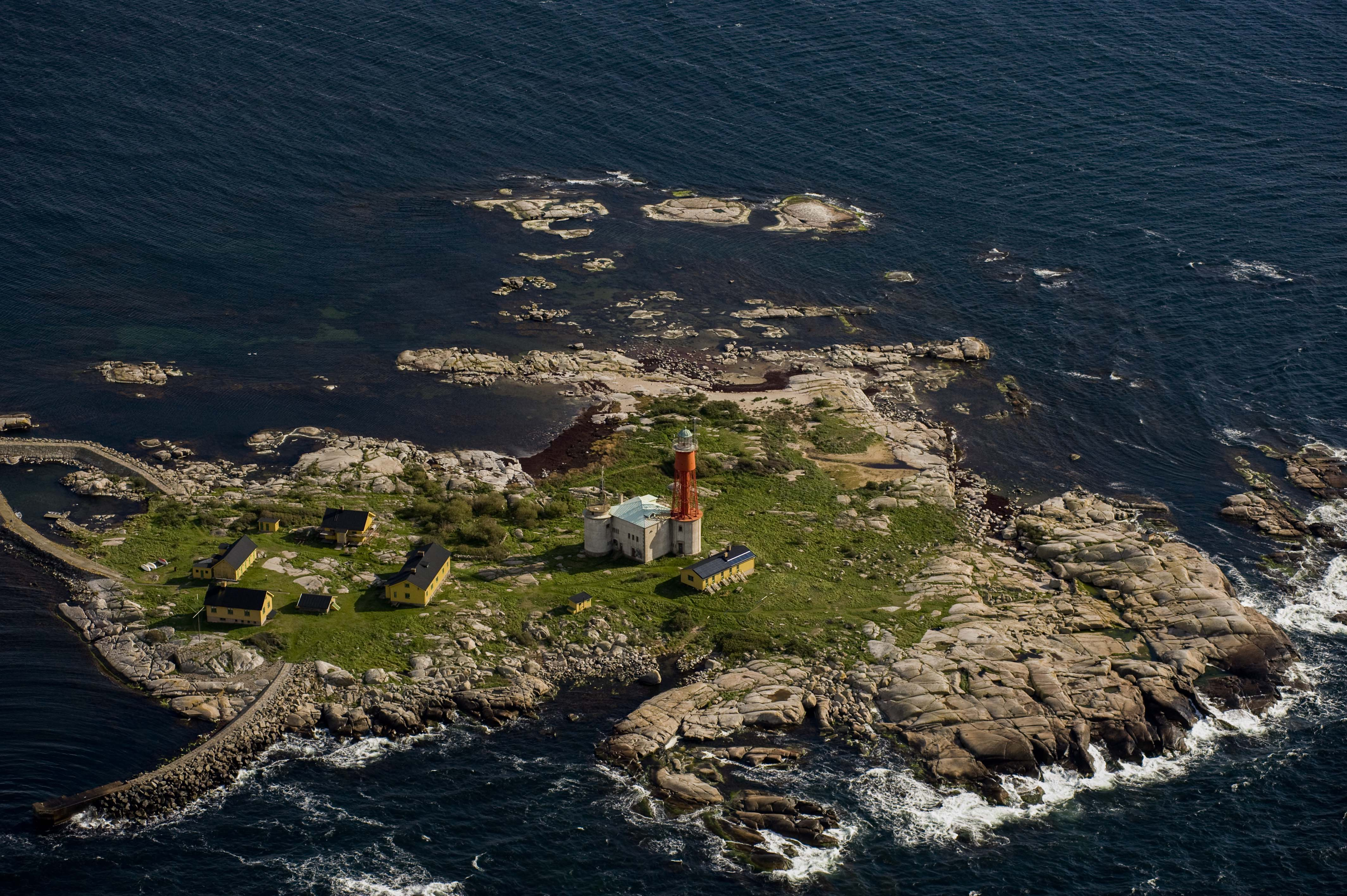
Luftbild von Utklippan

Utklippan ist Schwedens südöstlichste Inselgruppe, bestehend aus den Inseln Norraskär und Södraskär. Sie liegt in der Ostsee etwa 25 Kilometer südlich von Karlskrona in der Gemeinde Karlskrona, Blekinge län. Die Inselgruppe und das umliegende Meer sind seit 1988 Naturschutzgebiet. Auf Södraskär befindet sich ein Leuchtturm.

## Leuchtturm
Der Leuchtturm auf Södraskär wurde 1840 als Kombination aus Leuchtfeuer und Festung errichtet. Der heutige Leuchtturm, ein so genannter Heidenstam-Leuchtturm (benannt nach dem Leuchtturm-Konstrukteur Gustav von Heidenstam), wurde 1870 nach den Plänen von Albert Theodor Gellerstedt errichtet. Der Turm hat eine Höhe von 30,9 Metern. Der Leuchtturm wurde im Jahr 1972 voll automatisiert. Der Hauptleuchtturm wurde im Jahre 2008 vom schwedischen Seefahrtsamt geschlossen, doch es existiert noch ein Leitfeuer zur Markierung des örtlichen Seeweges.
Nach der Automatisierung des Leuchtturms im Jahre 1972 wurden die Wohnungen der ehemaligen Leuchtturm-Wärter frei. Diese werden heute von Ornithologischen Klub Karlskrona genutzt.

## Naturschutzgebiet
Utklippan wird von vielen Zugvögeln als Zwischenstation genutzt. Am auffälligsten ist die große Möwenbrutkolonie.
Auf der Inselgruppe befindet sich seit 1964 eine große Vogel- und Beringungsstation. Bis zum Jahr 2004 wurden auf Utklippan 319.504 Vögel aus 194 Arten beringt.

## Bedrohte Tierarten auf Utklippan
Auf Utklippan gibt es mehrere verschiedene Amphibienarten. Unter anderem die Kreuzkröte und die gefährdete Grüne Kröte. Im Jahre 1994 begann eine groß angelegte Rettungsaktion für die grüne Kröte. Nachdem man in den Jahren davor festgestellt hatte, dass sich überwiegend weibliche Tiere auf der Insel befanden, setzte man nun Dutzende männlicher Tiere und einige hundert Jungtiere dort aus. Viele der Tiere auf der Inselgruppe können nicht längere Zeit im Salzwasser überleben.

## Geologie
Das Grundgestein von Utklippan besteht aus Granit. Während der letzten Eiszeit hinterließ das Inlandeis deutliche Spuren. So sind unter anderem Findlinge und Abschleifungen im Gestein zu sehen.
Wasser und Kies hinterließen infolge von Ausspülungen einige tiefe Löcher auf Södraskär. Auf Noraskär hingegen gibt es viel loses Gestein, das am Strand zu kleinen Wällen aufgeschichtet ist.